# Phelister mobilensis
Phelister mobilensis är en skalbaggsart som beskrevs av Thomas Casey 1916. Phelister mobilensis ingår i släktet Phelister och familjen stumpbaggar. Inga underarter finns listade i Catalogue of Life.